# Sir Richard Hoare, 2º Baronete
Sir Richard Colt Hoare, 2º Baronete FRS (Barnes, Surrey, 9 de dezembro de 1758 – 19 de maio de 1838) foi um arqueólogo, antiquário, artista e viajante inglês durante os séculos XVIII e XIX, e a primeira grande figura no estudo detalhado da história de seu condado natal, Wiltshire.

## Carreira e vida pessoal
Sir Richard Hoare era descendente de Sir Richard Hoare, Lord Mayor of London, o fundador dos negócios bancários da família, C. Hoare & Co. Seus pais eram Sir Richard Hoare, 1º Bar. e Anne Hoare. Ele cursou a escola preparatória em Wandsworth, o seminário em Greenford, e teve aulas sobre os Clássicos com o Rev. Joseph Eyre.
Casou em 1783 com Hester, a filha de William Lyttelton, 1º Barão de Lyttelton. Em 1785, ele herdou Stourhead de seu avô, Henry Hoare II, o que o permitiu seguir seus interesses, incluindo estudos em arqueologia, para os quais já havia demonstrado inclinação. No entanto, a herança veio sob a condição de que ele abandonasse os negócios bancários da família, pois seu avô buscava garantir a sobrevivência e prosperidade de Stourhead caso o outro negócio da família falisse. Tanto sua esposa como seu segundo filho morreram em 1785, após o nascimento da criança. Após a morte deles, tendo perdido tanto sua anterior carreira como sua esposa, ele realizou um Grand Tour pela França, Itália e Suíça.
Em 1786 comprou o Glastonbury Tor e financiou a restauração da torre de igreja que lá existe.
Ele se tornou baronete por sucessão em 1787, e no ano seguinte realizou um segundo Grand Tour. Os registros de suas viagens foram publicados em 1815 e 1819 sob os títulos Recollections Abroad e A Classical Tour through Italy and Sicily. Durante suas viagens, ele registrou diversas paisagens através de esboços, que ele mais tarde utilizou como base para fazer vários quadros em sépia, assim como um número menor de aquarelas. Seu tutor, John 'Warwick' Smith, e o pintor Francis Nicholson também foram contratados para produzir algumas telas a partir de seus esboços do continente. Encadernados em vários volumes, muitos desses trabalhos foram dispersados durante as vendas de Stourhead dos anos 1880.

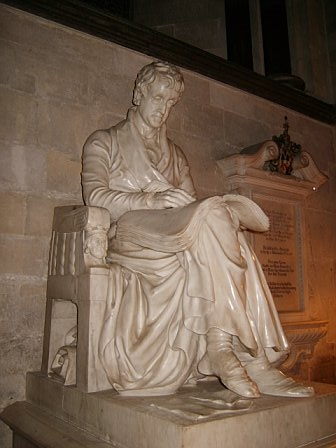
Monumento a Sir Richard Colt Hoare na Catedral de Salisbury, Wiltshire, Inglaterra.

Ele também viajou através do País de Gales. Após a viagem, ele traduziu dois livros em latim de Giraldus Cambrensis sobre o local, Itinerarium Cambriae e Descriptio Cambriae. Soare adicionou anotações pessoais e uma biografia de Giraldus à sua tradução. Este trabalho foi publicado pela primeira vez em 1804, e foi revisado por Thomas Wright (1810–1877) em 1863. Ainda sobre viagens, Hoare publicou o seu Tour na Irlanda em 1807.
Hoare foi eleito como membro da Royal Society em 1792, e também era membro da Sociedade dos Antiquários de Londres. Foi nomeado como Alto Xerife de Wiltshire pelo ano de 1805. Em 1825, Hoare doou sua coleção de obras italianas sobre topografia e história para o Museu Britânico.
Hoare morreu em Stourhead, em 1838. Seu mausoléu se encontra na Igreja de São Pedro, em Stourton, a aldeia do estate de Stourhead.

## Contribuições à arqueologia
As primeiras escavações registradas em Stonehenge foram realizadas por William Cunnington e Hoare em 1798, e novamente em 1810. Eles escavaram ao redor de um trilito e de uma pedra de sacrifícios caídos, e descobriram que estes já haviam sido posicionados verticalmente no passado. Hoare escavou 379 colinas funerárias na Planície de Salisbury e identificou muitos outros locais de interesse arqueológico. Como o Sistema de Três Idades ainda não havia sido inventado, ele teve dificuldade para ordenar seus achados cronologicamente. Publicou seus achados no livro A História Antiga de Wiltshire, publicado em cinco partes, para encadernamento em dois volumes, de 1810 a 1821.
O trabalho mais importante de Hoare foi a sua coleção História Antiga de Wiltshire do Sul e do Norte (em inglês:  Ancient History of North and South Wiltshire), escrita entre 1812 e 1819; ele também patrocinou e contribuiu significantemente para os 11 volumes da coleção História Moderna de Wiltshire (em inglês:  History of Modern Wiltshire), publicada entre 1822 e 1844.